# Диптих (релігія)

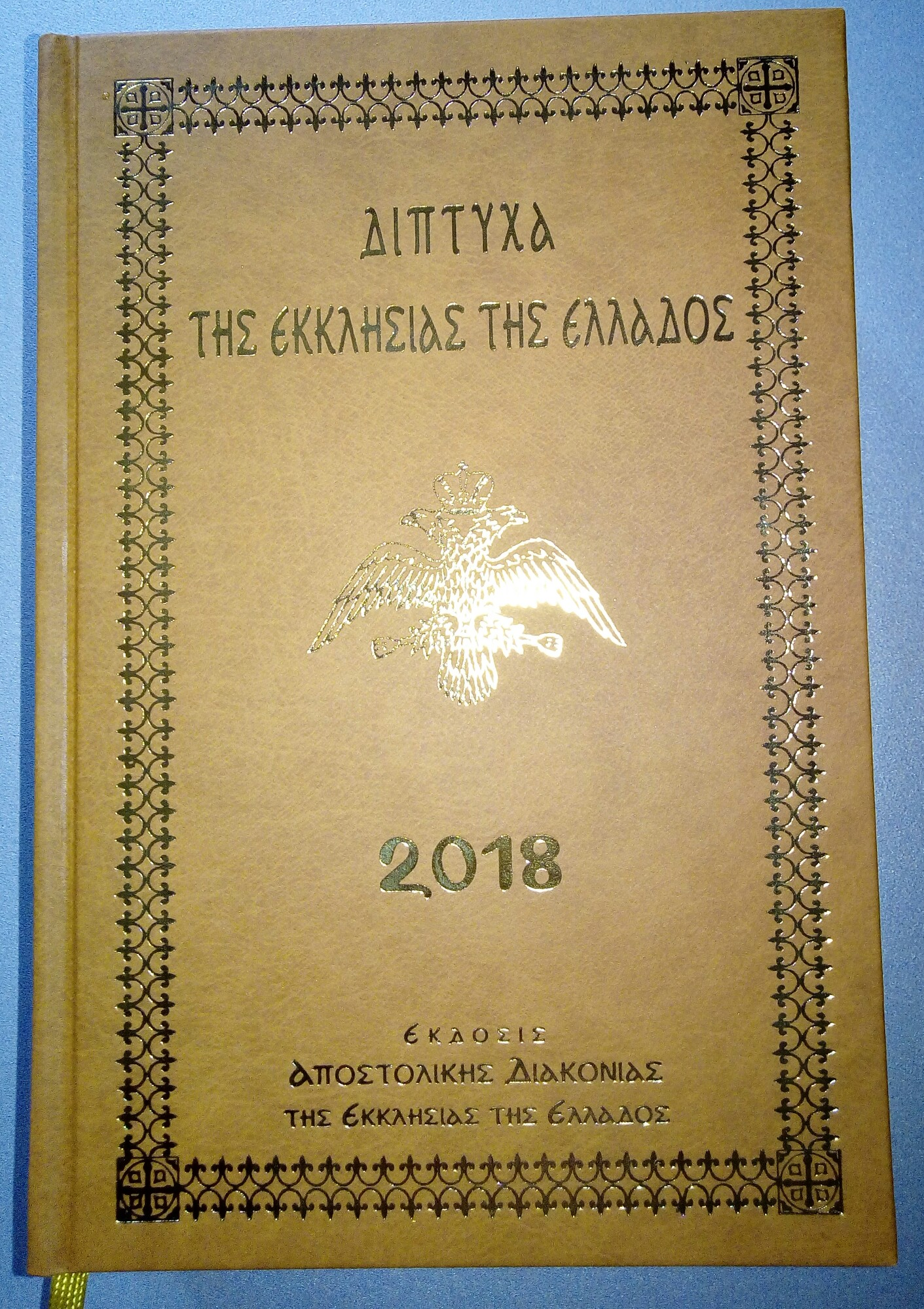
Диптих

Диптих (грец. δίπτυχον — складений удвічі, від δίς — двічі і πτύσσω — складаю) — перелік 16 православних автокефальних церков, імена предстоятелів яких поминаються під час літургії в усіх православних церквах. Диптих складений церквою-матір'ю всіх православних церков Православною Церквою Константинополя.
Це поняття позбавлене догматичного значення, а обумовлено історично. На формування сучасного диптиха вплинули різні чинники: давнина церков, хронологічна послідовність проголошення автокефалій, політичне значення міст із катедрами перших єпископів. Відповідно до диптиху розподіляються місця при співслужінні предстоятелів церков, на Соборах і всеправославних форумах.
Наразі йде протистояння між Православною Церквою Константинополя й Росії за право бути церквою-матір'ю для всіх православних церков; через це протистояння Московський патріархат не визнає диптих Вселенського патріархату.

## Історія виникнення та вживання терміна "диптих"
Спочатку термін вживався стосовно табличок для письма. Подібні таблички використовувалися греками та римлянами для здійснення важливих записів. Такі таблички чимось нагадували відомі глиняні таблички, якими користувалися народи Межиріччя. Це були своєрідні "записні книги", що являли собою дві дерев'яні, кістяні, або металеві дощечки, з'єднані одна з одною. Для записів призначалася внутрішня сторона даної таблиці, коли зовнішня могла оздоблюватися різнорідними прикрасами. В залежності від етнічного регіону такі таблиці спочатку мали свої специфічні назви. Так, до прикладу, греки йменували подібні таблиці "пίνακες", а римляни назвивали їх "tabulae", "codices", "codicilli" та ін. Власне назви "диптих" (δίπτυχον), "триптих"(τρίπτυχα), "пентаптих" (πεντάπτυχα), чи навіть "поліптих" (πολύπτυχα) почали широко вживатися тільки за часів імператора св. Костянтина I Великого. Такі найменування залежали від кількості глиняних "сторінок" в тій, чи іншій книзі. Так, диптихом називалася книга з двома сторінками, а поліптихом — шістьма, й більше.
Поверхня диптихів являла собою чисте поле, густо вкрите воском, на якому було зручно писати, або дряпати сталевою загостреною паличкою — стилусом. Зовнішня сторона диптиха іноді могла декоруватися.
З V ст. н.е. слово "диптих" почало активно використовуватись у Церкві. Причому тут воно вживалося не тільки по відношенню до виробів певного виду, але й для позначення списків імен живих та покійних людей (типу перших метричних книг), призначених для церковного поминання під час здійснення богослужінь. Потім диптихами стали називатися поминальні списки незалежно від їх виду та використаного для їх запису матеріалу. Так, у стародавній Церкві існували диптихи таких видів:
1) мартирологи — списки мучеників та інших святих;
2) хрещальні, в яких вносилися імена новохрещених;
3) списки християн, куди зазвичай поміщалися імена місцевого єпископа та інших архієреїв, а також кліриків та ін. членів церковної громади;
4) списки покійних християн, що містили імена місцевих єпископів, а також та сусідніх, особливо: прилеглих, єпархій, пресвітерів, дияконів, і всіх  кліриків місцевої громади взагалі, православних імператорів, мирян, які залишили по собі добру пам'ять;
5) єпископські списки, куди вносилися імена лише єпископів, окремо живих і покійних. Такі диптихи читалися за Божественною літургією.
В пізніший час записи, що мітилися на таких таблицях, оголошували з амвона під час Євхаристії. Сюди вносилися імена тих, що приносили дари в церкву, ряду інших членів громади, чільного єпископа і деяких інших архієреїв, імена святих, мучеників та сповідників і, нарешті, імена покійних членів певної громади, які провели праведне життя.
Диптихи виступали, таким чином, втіленням ідеї єдності церкви, з'єднання в церкві живих і покійних, визнаних святих і всіх вірних. Разом з тим з'єднання в диптихах імен святих з іменами інших вірних відповідало ідеї загальної святості Церкви, що з'єднується з Христом в результаті Євхаристії. Диптихи вживалися в церкві з найдавніших (можливо, з апостольських) часів. У всякому разі в III ст. вони були, за свідченням св. Кипріана, в загальному користуванні. У Західній Церкві диптихи застосовувалися ще до XII ст., у Східній — до XV ст. Диптихи могли бути різного розміру в залежності від числа тих, що поминаються.
З розвитком загальноцерковного культу святих і утворенням великих церковних областей диптихи розросталися і могли змінювати свою форму. Наприклад, у церкві св. Лаврентія в Константинополі диптихи були записані на мармуровій колоні, і містили імена імператорів, патріархів, єпископів і т. д.
З розростанням диптихів пов'язана їх специфікація. Виділяються диптихи живих (грец. δίπτυχα ζώντων, лат. liber viventium) і диптихи покійних (грец. δίπτυχα νεχρών, лат. liber mortuorum). У диптихи живих включалися імена Пап і патріархів, єпископів і священиків, титарів даної церкви, кліриків різних чинів, імператорів, інших знатних осіб з мирян.
У диптихах живих згадувалися разом з тим Богородиця, мученики і інші святі. Включення останніх у диптихи живих вказує на таке розуміння святості, при якому святі — на відміну від інших праведно покійних — наділяються здатністю діяльно брати участь в житті Церкви — як заступники та покровителі. У диптихи покійних включалися перш за все ті, хто протягом свого життя був записаний в диптихах живих, в першу чергу сюди входили імена всіх єпископів, які померли у спілкуванні з Церквою.
Включення до диптиху було високою честю, визнанням праведного життя віруючого, його духовної гідності і вірності церковному вченню. У Псевдо-Діонісія Ареопагіта («Про церковну ієрархію») говориться про те, що при читанні священних таблиць оголошуються імена тих, хто жив святим життям і в своєму ревному служінні досяг досконалості. Виключення з диптихів було, навпаки, надзвичайно тяжким покаранням, показово, що виключена особа відпадала від спілкування з церквою. Так, наприклад, із церковних диптихів було викреслено ім'я імператора Анастасія (491-518), який відкинув рішення Халкідонського Собору.
Взагалі, звинувачення в єресі супроводжувалося виключенням з диптихів; наявність або відсутність імені в диптихах могло служити свідченням православ'я (або неправослав'я) померлих єпископів. Так, під час суперечок про православність Феодора Мопсуестійського при імператорі Юстиніані його неправославність доводили, зокрема, відсутністю його імені в диптихах Мопсуестійської церкви.
З диптихів живих згодом розвиваються мартирологи. З диптихів покійних виникають в ході церковно-літургійного розвитку поминальні книги. У візантійському чині літургії Диптих виголошується за архієрейським богослужінням у формі так званої великої похвали (проте за походженням це не диптих, а народні акламації, т. зв. φημί, в момент прибуття імператора і патріарха) і під час анафори.
У сучасній церкві вживається переважно для позначення списку імен предстоятелів автокефальних Церков, в якому імена перераховані в традиційному порядку честі. Перше місце в ньому займає Святійший Архієпископ Константинополя — Нового Риму і Вселенський Патріарх. У стародавньому християнстві найбільшим авторитетом користувалися кафедри Єрусалиму, як місця земного життя Ісуса Христа, і Риму, як столиці Римської імперії.
На Сході першість мали Олександрія і Антіохія, найбільші центри християнського світу того часу. За предстоятелями цих церков закріпився титул патріархів, а єпископи Риму і Олександрії шанобливо іменувалися Папами.
Після заснування нової столиці імперії Константинополя на Другому Вселенському Соборі (381) 3-м правилом за Константинопольським патріархом закріплено друга місце після Римського єпископа. Статус Константинополя був підтверджений 28-м правилом Четвертого Вселенського Собору (451). Так виникла стародавня «пентархія» — система 5 православних кафоличних патріархатів: Рим, Константинополь, Олександрія, Антіохія, Єрусалим. Теорія пентархії, позбавлена канонічних та історичних підстав, в деякі періоди історії використовувалася філетистами з Константинопольського Патріархату у відстоюванні церковної гегемонії над Грецькою православною Церквою. Подібна тенденція проявляється іноді і в сучасний час і служить причиною ускладнень у взаєминах східних Патріархатів і деяких інших Помісних Церков.
Згодом із цього числа випав Рим (1054), але додалися Московський, Грузинський, Сербський та інші патріархати. Всього у сучасному диптиху згадуються 15 автокефальних помісних церков: Константинополя, Александрії, Антіохії, Єрусалиму, Росії, Сербії, Румунії, Болгарії, Грузії, Кіпру, Греції, Польщі, Албанії, Чеських земель і Словаччини, та України.
З точки зору православної еклезіології всі автокефальні Церкви рівноправні і місце в диптиху не обіцяє Помісній Церкві ніяких переваг і привілеїв в порівнянні з тими Церквами, які займають нижчі місця. Повною мірою це відноситься і до Церкви, головної в диптиху, яка має тільки першість честі, але не влади. Вона виражається лише в першості перед престолом при співслужінні першоієрархів Помісних Церков, в головуванні на церковних Соборах і на інших офіційних зборах, в 1-му місці в підписах під церковними актами, прийнятими всіма або деякими Помісними Церквами. Аналогічним чином і місце в диптиху всякої іншої Помісної Церкви визначає місце її предстоятеля біля вівтаря при співслужінні з іншими першоієрархами, а також місце його підпису в послідовності підписів. Тим не менше Вселенський патріарх має право приймати апеляції та надавати автокефалії своїм єпархіям чи митрополіям, що робить його вселенським суддею і дає йому вищі права, ніж у предстоятелів інших помісних церков.

## Диптих
Нині існує 16 автокефальних церков, що перебувають у євхаристійному спілкуванні одна з одною і складають Вселенську православну церкву. Кожна з них посідає певне місце у диптиху за старшинством і честю, здебільшого це місце залежить від давнини заснування Церкви та її ролі в історії усієї Вселенської Церкви. Перші дев'ять автокефальних Церков очолюються патріархами, решта 7 — архієпископами або митрополитами.
Згідно з диптихом, спочатку у переліку йдуть давні патріархати (грец. Πρεσβυγενή Πατριαρχεία, 4 церков), потім йдуть нові патріархати (грец. Νεώτερα Πατριαρχεία, 5 церков), й вже потім просто автокефальні церкви (грец. Αυτοκέφαλες Εκκλησίες, 7 церков).
| № (місце в диптиху) | Назва церкви                       | Тип диптиху         | Рік визнання автокефалії Константинопольським патріархатом |
| ------------------- | ---------------------------------- | ------------------- | --- |
| 1                   | Вселенський патріархат             | давній патріархат   | Дохалкедонські часи (входить до «пентархії» |
| 2                   | Патріархат Александрії             | давні патріархатй   | Дохалкедонські часи (входить до «пентархії» |
| 3                   | Патріархат Антіохії                | давній патріархат   | Дохалкедонські часи (входить до «пентархії» |
| 4                   | Патріархат Єрусалима               | давній патріархат   | Дохалкедонські часи (входить до «пентархії» |
| 5                   | Патріархат Росії                   | новий патріархат    | самопроголошена у 1448 (розкольницький відрив від Київської митрополії). У 1589 році визнається Константинопольським патріархом Єремією II Траносом (див. #Ув'язнення Борисом Годуновим патріарха Єремії). У сучасному вигляді існує від 8 вересня 1943 року (з дозволу найвищого державного керівництва СРСР). |
| 6                   | Патріархат Сербії                  | новий патріархат    | 1219, 1879 |
| 7                   | Патріархат Румунії                 | новий патріархат    | 1885 |
| 8                   | Патріархат Болгарії                | новий патріархат    | 870, 1945 |
| 9                   | Патріархат Грузії                  | новий патріархат    | 486, 1990 |
| 10                  | Церква Кіпру                       | автокефальна церква | 478 |
| 11                  | Церква Греції                      | автокефальна церква | 1850 |
| 12                  | Церква Польщі                      | автокефальна церква | 1924 |
| 13                  | Церква Албанії                     | автокефальна церква | 1937 |
| 14                  | Церква Чеських земель і Словаччини | автокефальна церква | 1998 |
| 15                  | Церква України                     | автокефальна церква | 988, 2019 |
| 16                  | Церква Північної Македонії         | автокефальна церква | 2022 |

## Зауваги
1. ↑  Унаслідок рішення Синоду від 15 жовтня 2018 року РПЦ розірвала євхаристичне спілкування зі Вселенським патріархатом. Це стало відповіддю на надання автокефалії українській православній церкві та відкликання Константинопольським патріархатом 11 жовтня 2018 року Синодального листа 1686 року, який передавав право хіротонії Київського митрополита патріарху Московському.